# Carpinteria
Carpinteria is een plaats (city) in de Amerikaanse staat Californië en valt bestuurlijk gezien onder Santa Barbara County.

## Demografie
Bij de volkstelling in 2000 werd het aantal inwoners vastgesteld op 14.194.
In 2006 is het aantal inwoners door het United States Census Bureau geschat op 13.490, een daling van 704 (-5.0%).

## Geografie
Volgens het United States Census Bureau beslaat de plaats een oppervlakte van
18,8 km², waarvan 7,0 km² land en 11,8 km² water. Carpinteria ligt op ongeveer 13 m boven zeeniveau.

## Plaatsen in de nabije omgeving
De onderstaande figuur toont nabijgelegen plaatsen in een straal van 24 km rond Carpinteria.